# Mistrzostwa Europy w biegach ulicznych
Mistrzostwa Europy w biegach ulicznych – zawody lekkoatletyczne w biegach ulicznych rozgrywane od 2025 w interwale dwuletnim pod auspicjami European Athletics.

## Edycje
Źródło: european-athletics.com
| Lp. | Rok  | Gospodarz         | Data           |
| --- | ---- | ----------------- | -------------- |
| 1.  | 2025 | Bruksela i Leuven | 12–13 kwietnia |
| 2.  | 2027 | Belgrad           | 17–18 kwietnia |